# Одо IV (Бургундия)
Одо IV (на френски: Eudes IV, Odo IV; * 1295; † 3 април 1350, Санс) от Старата бургундска династия, е през 1315 – 1350 г. херцог на Бургундия, през 1316 – 1321 титулярен крал на Солун, княз на Ахея, пфалцграф на Бургундия, граф на Артоа, Осона и Шалон-сюр-Сон, господар на Салинс от 1330 до 1347 г.

## Живот
Той е син на херцог Роберт II († 1306) и Агнес Френска († 1327), най-малката дъщеря на френския крал Луи IX и Маргарита Прованска.
Одо IV наследява брат си Хуго V като херцог на Бургундия през 1315 г. През 1316 г., Одо наследява със смъртта на брат му Лудвиг, неговите претенции за Солунското кралство, които продава през 1321 г. на Филип I Тарентски. Той служи лоялно на зет си крал Филип VI, бие се против Фландрия и е ранен през 1328 г. в Касел-Север. През 1346 г. той се бие против англичаните в Гиен.
- Миниатюри на битката при Касел

Одо IV e погребан в манастир Кито. Понеже шестимата му сина умират преди него, негов наследник става внукът му Филип I.

## Брак и деца
На 18 юни 1318 г. Одо IV се жени за Жана III (1308 – 1347), пфалцграфиня на Бургундия, дъщеря на крал Филип V и Жана II. Одо и Жана имат шест деца:
- син (†* юни 1322)
- Филип (* 1323; † 1346), граф на Оверн и Булон‎, херцог на Бургундия, баща на Филип I
- Жан (* юли 1325, † 1327/1328)
- син (* 1327; † млад)
- син (* 1330; † млад)
- син (* 1335; † млад)